# Hrvatsko-mađarska granica

## Povijest
Današnja granica Republike Hrvatske i Republike Mađarske baštini razgraničenje Federalne Države Hrvatske odnosno Narodne Republike Hrvatske u razdoblju 1945–1956. godine. Međudržavne su bile one dionice hrvatskih granica koje su ujedno bile vanjske granice Jugoslavije. To su bile granice prema Italiji do Pariškoga mirovnog ugovora od 10. veljače 1947., prema Slobodnom Teritoriju Trsta od 1947. do njegova ukidanja Londonskim memorandumom o sporazumijevanju potpisanim 5. listopada 1954. godine i granica prema Mađarskoj. U međunarodnim pregovorima o tim granicama hrvatske su interese zastupala savezna tijela jugoslavenske federacije jer Hrvatska kao obična federalna jedinica nije imala pravo voditi vanjske poslove. Granica na kojoj su se dogodile najopsežnije promjene u korist Hrvatske bila je granica s Italijom. Pokušaj promjene granice s Mađarskom u korist Hrvatske zaustavljen je odlukom na saveznoj razini.
Granice prema susjednim državama (ponajprije Italiji, ali i Mađarskoj) bile su u Jugoslaviji dopušteni javni interes, pa su mediji opširno pisali o jugoslavenskim zahtjevima, a nastojali su i mobilizirati stanovništvo kako bi demonstrirali opću podršku državnoj politici. Međurepubličke granice su, naprotiv, bile prekrivene šutnjom.
Granica s Mađarskom bila je određena Trianonskim ugovorom od 4. lipnja 1920.,:str 134. kojim su Kraljevstvu SHS pripali, među ostalim, Baranja i Međimurje. Stara dravska granica Hrvatske i Ugarske na preostalom dijelu hrvatsko--ugarske granice ostala je ista, osim u predjelu Prekodravlja, područja dugogodišnjeg spora između ugarske županije Somogy i Hrvatske, gdje je Ugarskoj ustupljen željeznički kolodvor Gola. Znatan dio hrvatsko-ugarske granice označen je graničnim kamenovima (međašima) u razdoblju 1911. – 1914. Granični kamenovi na strani prema Hrvatskoj imali su natpis K.H.S. (Kraljevina Hrvatska i Slavonija), a na strani prema Ugarskoj M.O. (Magyar-ország).:str. 330., 341–342.
Rad Komisije na razgraničenju s Mađarskom može se pratiti od ljeta 1945. pa do srpnja 1946. U tom razdoblju napravljene su brojne studije i elaborati, a za njihovu izradu angažirana je lepeza uglednih pravnika, povjesničara, geografa i drugih pripadnika akademske zajednice. Spomenute studije i elaborati ostali su neupotrijebljeni zbog odluke o nepokretanju revizije granice, donesene na višim razinama. Pariški mirovni sporazum s Mađarskom potpisan je 10. veljače 1947., bez promjena jugoslavensko-mađarske granice.

## Granični prijelazi
- Goričan - Letenye